# Monte Reghia di Pozzo
Le Monte Reghia di Pozzo est un sommet du Nebbio, dans le département de la Haute-Corse, qui culmine à 1 469 mètres d'altitude.

## Hydrographie
Le Bevinco prend sa source à l'est de ce sommet.